# Sanda
Sanda je žensko osebno ime.

## Različice imena
Sandi, Sandrica, Sandika, Sandra, Sendi

## Izvor imena
Ime Sanda je skrajšana oblika moškega imena Aleksander, odnosno ženskega imena Aleksandra, oziroma Rosanda.

## Pogostost imena
Po podatkih Statističnega urada Republike Slovenije je bilo na dan 31. decembra 2007 v Sloveniji število ženskih oseb z imenom Sanda: 189.

## Osebni praznik
V koledarju je ime Sanda uvrščeno k Aleksandru. God praznuje:
- 26. februarja (aleksandrijski škof, †328),
- 24. marca (mučenec, † 305) ali
- 22. aprila (mučenec, † 178)[3]